# Qiu Xiaolong

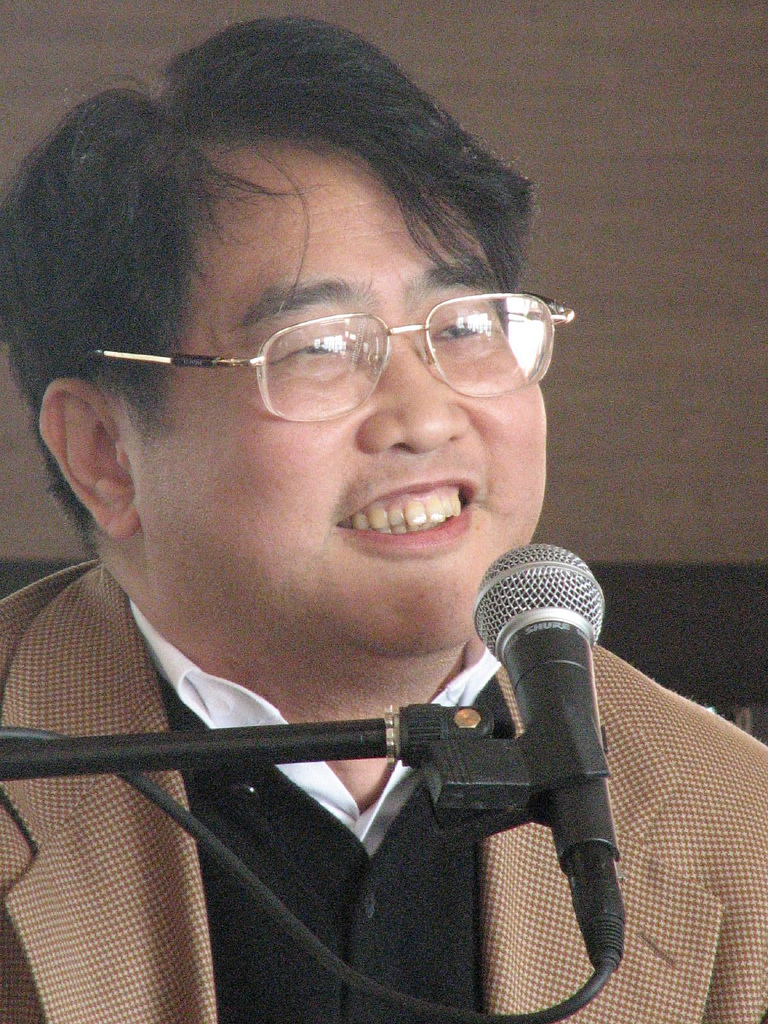
Qiu Xiaolong.

Qiu Xiaolong (Shanghái, 1953, chino simplificado: 裘小龙)  es un escritor chino de novela policíaca.
Nació en Shanghái. En su Universidad, se especializó en literatura angloamericana y fue traductor al chino de Joyce, Faulkner, Conrad... Su padre fue víctima de los Guardias Rojos de la Revolución Cultural de 1966.
Qiu Xiaolong vive desde 1988 en los Estados Unidos y enseña en la Universidad de Saint-Louis.
Su héroe, el inspector Chen Cao, también es poeta. Sus novelas describen la vida de Shanghái bajo el régimen de Deng Xiaoping mezclando la política, lo cotidiano y la intriga policial.

## Biografía
Qiu dice que su padre fue un "capitalista accidental" a finales de los años 40, la empresa comercial para la que trabajaba su padre quebró y como indemnización recibió una caja de esencias de perfume sin vender. Su padre aprendió por su cuenta a hacer perfumes y montó una pequeña fábrica de perfumes en Shanghái. La fábrica pasó a manos del Estado a mediados de la década de 1950, tras la toma del poder comunista en China y a partir de entonces su padre trabajó como obrero en una fábrica estatal.
La Revolución Cultural china comenzó en 1966, y su familia fue tachada de "negra", parte de la clase contrarrevolucionaria. La Guardia Roja registró su casa durante dos días, llevándose todo lo que se consideraba decadente (joyas, libros, incluso ventiladores eléctricos); la madre de Qiu sufrió una crisis nerviosa, de la que nunca se recuperó completamente. Su padre llegaba a casa a veces con magulladuras por haber sido agredido en el trabajo. Después, sufrió un desprendimiento agudo de retina y fue hospitalizado. Para poder operarse de la vista, su padre tuvo que escribir una confesión de culpabilidad por sus pecados burgueses capitalistas; pero no se consideró suficientemente arrepentido. Así que el entonces adolescente Qiu la reescribió, utilizando un lenguaje melodramático y enmarcando los pecados capitalistas de su padre como algo no fortuito. Qiu dice que "la aprobación de la Guardia Roja a la confesión de mi padre me dio cierta confianza en mi escritura".

## Serie inspector jefe Chen Cao
- Death of a Red Heroine (2000) (Muerte de una heroína roja, Editorial Almuzara, 2006)
- A Loyal Character Dancer (2002) (Visado para Shanghai, Editorial Almuzara, 2007)
- When Red is Black (2004) (Cuando el rojo es negro, Editorial Almuzara, 2009)
- A case of Two Cities (2006) (El caso de las dos ciudades, Editorial Almuzara, 2009)
- Red Mandarin Dress (2007) (Seda roja, Tusquets Editores, 2010)
- The Mao Case (2009) (El caso Mao, Tusquets Editores, 2011)
- Don't Cry, Tai Lake (2012) (El crimen del lago, Tusquets Editores, 2013)
- Enigma of china (2013) (El enigma de  China, Tusquets Editores, 2014)
- Shanghai Redemption (2015) (El dragón de Shanghai, Tusquets Editores, 2016)
- Hold Your Breath, China (2019)
- Becoming Inspector Chen (2020)
- Inspector Chen and the Private Kitchen Murder (2021)
- Love and Murder in the Time of Covid (2023)